# まぐさ戦争
まぐさ戦争（英: Forage War）は、アメリカ独立戦争中の1777年1月から3月に掛けて、ニュージャージーで起きた数多い小戦闘からなるゲリラ戦である。トレントンの戦いとプリンストンの戦い後、イギリス軍も大陸軍も1月早々に冬の宿営に入ったが、大陸軍の正規兵とニュージャージーとペンシルベニアの民兵隊が、ニュージャージーに駐屯するイギリス軍とドイツ人傭兵の部隊に多くの偵察行動とゲリラ戦を行った。
イギリス軍は新鮮な糧食を欲しており、さらにその馬や荷車用の家畜のために新鮮なまぐさが必要だった。大陸軍のジョージ・ワシントン将軍はイギリス軍が容易に近づけるような地域からそのような物資を体系的に移動させることを命令し、アメリカ側の民兵や正規兵が物資を略奪しようというイギリス兵やドイツ人傭兵にゲリラ攻撃を仕掛けた。これら作戦の規模は小さかったが、ある場合には極めて念入りであり、1,000名以上の兵士が参加することもあった。大陸軍の作戦が成功し、ニュージャージーにおけるイギリス側の損失はトレントンとプリンストンの戦いでの損失を含めると、ニューヨークでの損失を上回るようになった。

## 背景
1776年8月、イギリス軍はジョージ・ワシントンの大陸軍が守るニューヨーク市を制圧するための作戦を開始した。その後の2ヶ月間で、ウィリアム・ハウ将軍は迅速にニューヨーク市を占領し、ワシントン軍をニュージャージーに追い出した。その後さらにフィラデルフィアに向けてワシントン軍を南に追った。ワシントンはデラウェア川を越えてペンシルベニアに退却し、川の流域に沿って渡るために使える船を全て確保した。その後ハウは軍隊に冬季宿営に入ることを命じ、ニュージャージー中、ハドソン川からニューブランズウィックを経て、デラウェア川沿いのトレントンやボーデンタウンまで一連の前進基地を作らせた。イギリス兵とドイツ人傭兵の部隊がニュージャージーを占領していることは地元社会との間に摩擦を生じさせ、パトリオット民兵の入隊決起に繋がった。12月半ばには既にこれら民兵の中隊がギアリーの待ち伏せなどイギリス軍偵察部隊に対するゲリラ戦を始めていた。ギアリーの待ち伏せでは竜騎兵の指揮官が戦死しており、イギリス兵とドイツ人傭兵の宿営には緊張感が増していた。
1776年クリスマスの夜、ワシントン軍はデラウェア川を越え、翌朝トレントンの前進基地を急襲した。その後の2週間でアッサンピンククリークとプリンストンで2回の戦闘を行い、イギリス軍をニュージャージー北部まで後退させた。

## 両軍の配置
ワシントンは一連の低い山並みが続くワチャング山地で海から隔てられたモリスタウンにその作戦本部を置いた。この山地の東と南に前進基地を作らせたが、イギリス軍が丘を越えて侵略してきた場合に備えた防塁に過ぎなかった。ただし、襲撃に出る場合の出撃点にはなった。1月から2月が過ぎる間に、ワシントン軍の多くの兵士がその徴兵期間を過ぎていたのをワシントンが軍に留まるよう鼓舞していたものの、正規兵の総勢は2,500名に縮小されていた。このときニュージャージー、ニューヨークおよびペンシルベニアの多くの民兵が大陸軍に集まり重要な役割を果たすことになった。

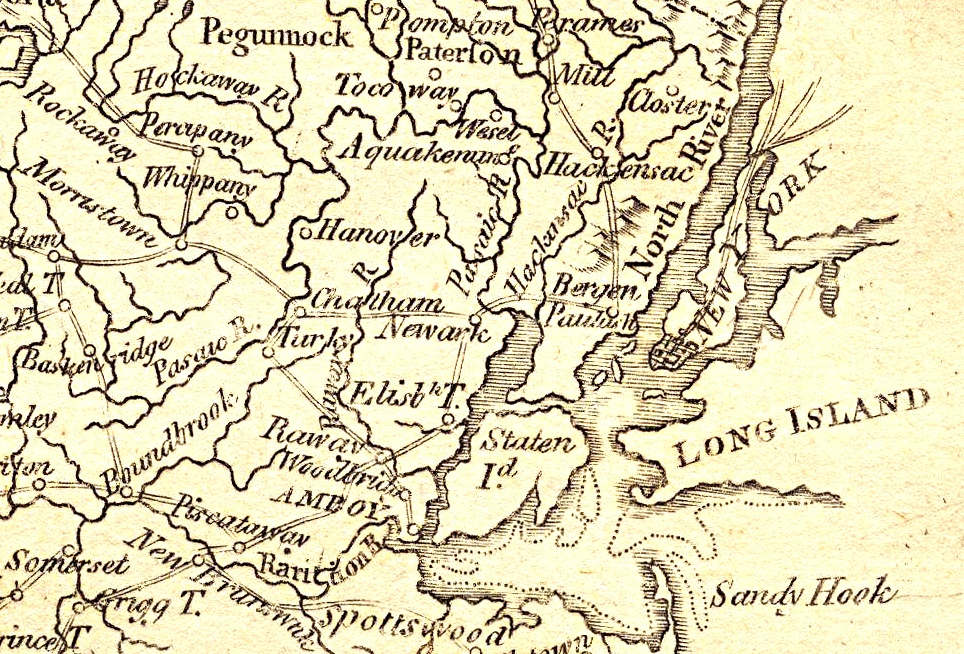
1806年の地図、この範囲で多くの小競り合いが起こった

イギリス軍は当初、北のハッケンサックからニューブランズウィックまで配置されていた。守備隊の総勢は約10,000名であり、ニューブランズウィックとアンボイの間に集中し、またかなりの数がさらに北のエリザベスタウンからポーラスフックに配備されていた。大陸軍の民兵隊から圧力が掛かってイギリス軍のチャールズ・コーンウォリス将軍は北方の守備隊の大半をハンドソン川の岸に後退させた。その結果兵士が集中したために住民が放棄した家を使っていた宿舎にも兵士が溢れ、ある者は近くに碇泊する艦船の上で寝泊りすることすらあった。込み合った宿舎のために宿営地にありがちな病気が冬の間はびこり、士気は低下した。そのあたりは前年秋に大陸軍が撤退するとき酷く略奪されており、食料を調達しようとしてもほとんど術が無かった。兵士達は塩漬け肉などの食料で生存していたが、荷車牽引用の家畜は新鮮な飼葉を必要としており、そのために兵士達の遠征隊を送ることもあった。

## 戦術
冬の初めごろ、ワシントンは分遣隊を派遣して、イギリス軍が近づける地域から食料や家畜を体系的に排除させていた。コーンウォリス将軍は1月に小さな略奪隊や襲撃隊を派遣した。これらの部隊はアメリカ側のより大勢（300人以上）の民兵隊と、時には大陸軍正規兵の支援もある部隊と出逢い、かなりの損失を出すことがあった。初期の例ではアメリカ側フィレモン・ディキンソン准将が450名の民兵を集め、1月20日のミルストーンの戦いでイギリス軍略奪隊を排撃した。ワシントンは部隊の指揮官達に「常に敵を困らせて」その戦術においては積極的であるべきという命令を発して、如何に行動するかについては広い裁量を与えていた。ニューブランズウィックの大集結地に域外から食料を運ぶ補給部隊であっても大陸軍の攻撃を免れず、ラリタン川やパースアンボイに向かう道路では狙撃や襲撃を行う機会が多かった。この窮状にあってイギリス軍の指揮官達は戦術を変え、多勢のイギリス軍正規兵の部隊がいるところにアメリカ民兵隊が罠に掛かるよう誘き出そうとした。

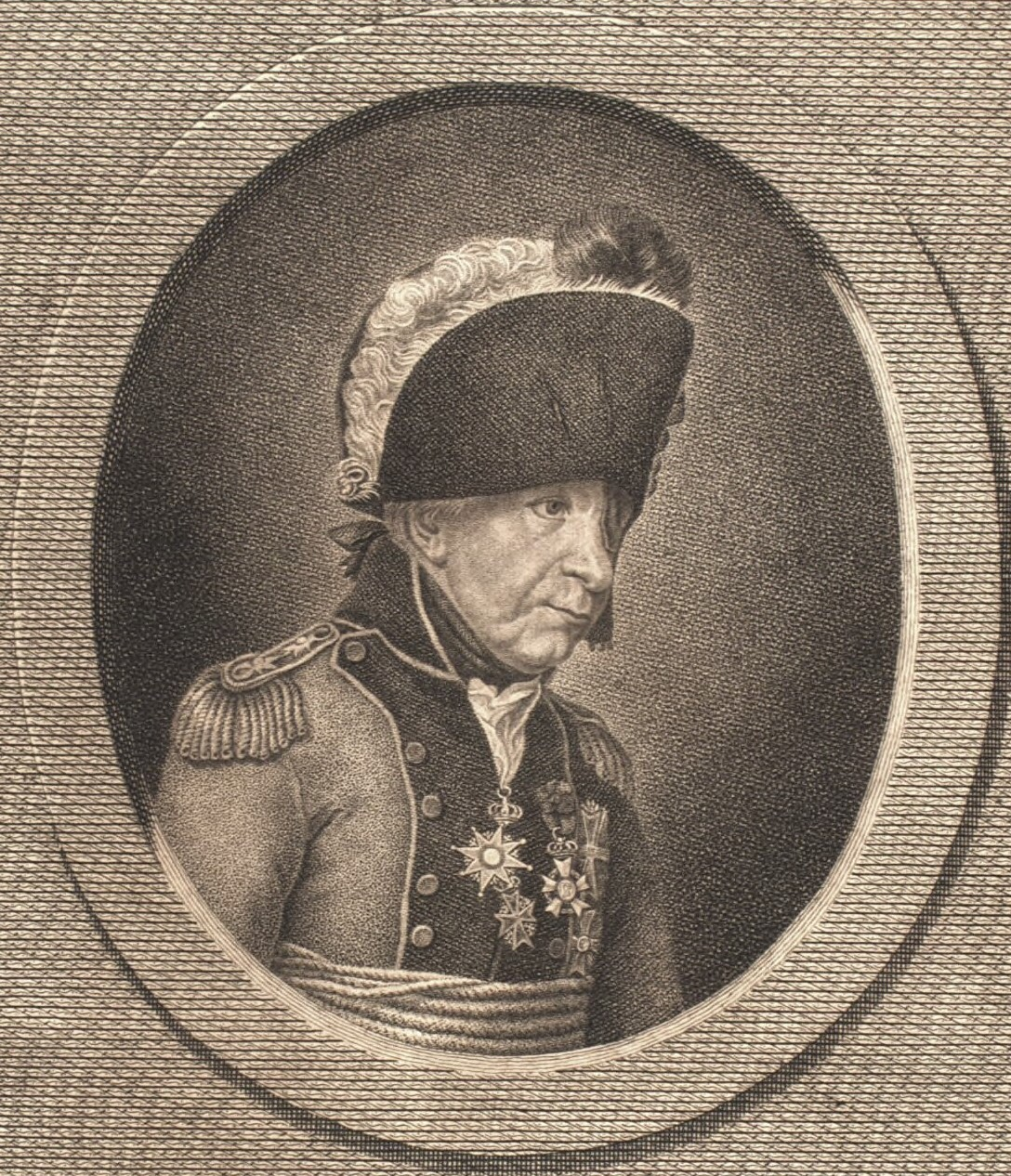
ドイツ人傭兵部隊のヨハン・エバルト大尉、イギリス軍の前線近くにいることが多かった。

しかしこの戦術も全体的には成功せず、大陸軍のウィリアム・マクスウェル将軍など民兵と正規兵の狡猾な指揮官達があたりの地形を知悉しており、さらに念入りな罠を掛けた。2月下旬の遭遇戦では、イギリス軍のチャールズ・モーフッド大佐がニュージャージー民兵隊の側面を衝いたと考えているときに、突然その前衛隊がさらに大きな別働部隊に側面を衝かれていた。その部隊がアンボイに向けて後退している間に、さらに多くのアメリカ側民兵が現れ、最終的に約100名の損失を出さされることになった。モーフッド隊の後衛の一部をなしていた第42歩兵連隊の優秀な擲弾兵隊がこの遭遇戦で大きな損害を受けた。その数週間後には2,000名のイギリス軍部隊がまたしてもマクスウェルの部隊による秩序のとられた攻撃によって撃退された。
緊張が続いたイギリス軍は大きな負担を強いられた。ドイツ時猟兵中隊（実質的に歩兵部隊）の大尉ヨハン・エバルトは前線に出ていることが多かったが、「兵士達は昼も夜も服を着たままで居なければならず、...馬には常に鞍を置いていた。部隊はこの略奪戦で次第に破壊されていくことになった」と述懐していた。飼料の幾らかはニューヨークから運ばれたが、この軍隊の需要には決して十分ということにはならなかった。そのためにイギリス軍は物資の多くをヨーロッパから頼ることになり、イギリス海軍にとって大きなコストと危険性の負担が掛かった。

## 損失の推計
歴史家のデイビッド・ハケット・フィッシャーは、1777年1月4日から3月21日の間に起こった58回の戦闘をリスト化したが、これは「不完全な」ものと語っている。記録されたイギリス兵とドイツ兵の損失は900名以上になった。多くの出来事の記録には損失の記録が含まれていない。トレントンおよびプリンストンで蒙った損失と併せると、イギリス軍がニューヨークで戦ったときに出した損失よりも、ニュージャージーで受けた損失の方が多くなった。フィッシャーは大陸軍の損失を推計していない。また他のケッチャムやミトニックのような歴史家達も損失の推計を行っていない。フィッシャーはアメリカ側（民兵隊と大陸軍）の数少ない公式記録で当時の部隊勢力が残されていると記している。

## 結末
1777年の軍隊行動は4月に形を取り始めた。チャールズ・コーンウォリス将軍は4月13日にバウンドブルックにあった大陸軍の前進基地を攻撃することで、冬の小競り合い続きを終わらせた。この急襲戦では大陸軍の指揮官ベンジャミン・リンカーン将軍をもう少しで捕まえるところまでいった。ワシントン将軍は5月下旬にその軍隊をモリスビルの冬季宿営地から前線のミドルブルックに移動させ、イギリス軍の動きに対応できるようにした。ハウ将軍はフィラデルフィア方面作戦の準備を行い、6月半ばにまずサマセット・コートハウスに軍の主力を移動させ、ワシントン軍をミドルブルックの陣地から引き出そうとした。これが失敗に終わると、軍をパースアンボイに後退させ、艦船に載せてチェサピーク湾に向かわせた。独立戦争の残り期間、ニュージャージーの北部と海岸部はニューヨーク市を占領するイギリス軍からの小競り合いや襲撃の舞台となり続けた。